# Дильсдорф (Цюрих)
Дильсдорф (нем. Dielsdorf ZH) — коммуна в Швейцарии, окружной центр, находится в кантоне Цюрих. 
Входит в состав округа Дильсдорф. Население составляет 5137 человек (на 31 декабря 2007 года). Официальный код — 0086.

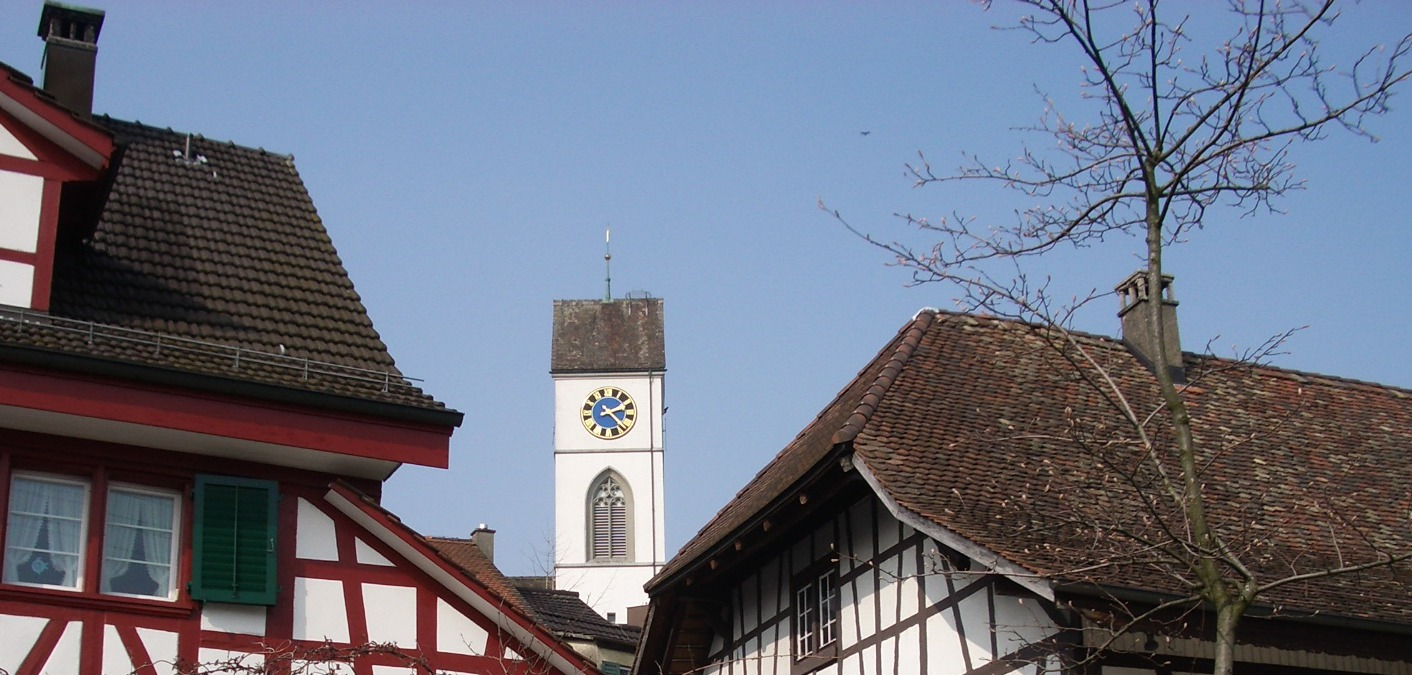
Церковь